# El sueño de los héroes (novela)
El sueño de los héroes es la tercera novela escrita por Adolfo Bioy Casares. Fue publicada por primera vez en 1954 por la Editorial Losada. Es considerada por varios críticos su mejor obra.
Puede enmarcarse al relato dentro de la literatura fantástica, si bien en la mayor parte del mismo lo fantástico no aparece o lo hace únicamente en forma velada. Si bien el autor al comienzo de la novela parece sugerirnos que la novela forma parte de ese género, es culminando la misma que esto puede ser observado. Cerca del final del relato el autor nos advierte que en ese momento comenzará «la parte mágica de este relato, o tal vez todo él fuera mágico y sólo nosotros no hayamos advertido su verdadera naturaleza.» 
La obra tuvo su versión cinematográfica en 1997 bajo la dirección de Sergio Renán.

## Argumento
La trama de la novela se ubica en Buenos Aires entre los años 1927 y 1930. El protagonista principal es Emilio Gauna, un joven que vive en los suburbios bonaerenses y cuenta veintiún años cuando comienza el relato.
La novela comienza en el carnaval de 1927. Gauna suele reunirse con sus amigos, entre quienes se destaca como una especie de líder el "doctor" Valerga, hacia quien Gauna siente admiración. Cuando gana dinero, gracias a una apuesta en una carrera de caballos, Gauna decide gastarlos con sus amigos, en tres noches de parranda aprovechando el carnaval. Una vez culminadas esas noches, los recuerdos del protagonista acerca de lo ocurrido son borrosos, quizás por efecto del alcohol. Solo se acuerda vagamente de una mujer de máscara en un baile y de una pelea a cuchillo con Valerga.  Todos sus intentos de averiguar lo ocurrido son vanos, sus amigos no quieren o no pueden ayudarlo. A partir de allí Gauna quedará obsesionado con lo ocurrido en ese carnaval.
El "brujo" Taboada, un vidente, le recomienda no continuar con su búsqueda de lo ocurrido, ya que eso puede traer consecuencias negativas. Gauna conoce a Clara, la hija del brujo, con quien termina casándose. Comienza a alejarse de sus amigos y, si bien sigue deseando averiguar lo sucedido en el carnaval del 27, bajo la influencia de su esposa y su suegro abandona su anterior obsesión.
Tres años más tarde, el brujo muere. Gauna vuelve a frecuentar a sus antiguos amigos y a recordar su antigua obsesión. En vísperas de carnaval vuelve a ganar dinero por las carreras de caballo y decide repetir lo hecho en 1927, yendo con sus amigos a los mismos lugares. En el baile vuelve a encontrar a la muchacha de máscara de tres años antes, quien no era otra que su esposa Clara. Ella había visto en sueños a su padre, quien le había pronosticado: "La tercera noche va a repetirse. Cuida de Emilio". A partir del encuentro de Clara con Emilio muchos de los sucesos de tres años atrás se repitieron. En un momento Gauna ve a Clara sonriendo a un hombre, por lo que se va del baile con sus amigos. Clara, aterrada, va en su búsqueda, intentando evitar lo que finalmente ocurrirá: un duelo a cuchillo entre Gauna y Valerga que acaba con la muerte de Emilio.